# 830

## Събития
- Основаване на Великоморавия в централна Европа.